# Subb
Subb est un groupe de ska punk canadien, originaire de Saint-Jean-sur-Richelieu, au sud-est de Montréal, au Québec. Leur dernier album, To this Beat, est publié le 2 juin 2009. Le groupe se sépare à la fin de l'année 2010, après avoir fait une tournée d'adieu. En janvier 2015, le groupe annonce son retour pour un spectacle au Rockfest de Montebello, en Outaouais, au Québec.

## Biographie

### Débuts (1992–1995)
Le groupe est formé en 1992 à Saint-Jean-sur-Richelieu, au sud-est de Montréal, au Québec, sous le nom initial de Society Under Babbling Boobs (S.U.B.B.). La formation originale comprend Mart Charron au chant et à la guitare, Fred Gagné à la guitare solo, Stef Gauthier à la basse, et Chris Roy à la batterie. Cette formation ne dure que deux ans jusqu'au départ de Fred et Chris en 1994. Jeepy Paiement se joint au groupe en décembre 1994 à la batterie. Le trio passe les trois prochains mois à écrire de nouvelles chansons pour leur première cassette démo pendant l'été. Ils décident d'adopter l'acronyme Society Under Babbling Boobs, se rebaptisant ainsi Subb.

### Période Underworld Records (1995–1999)
Subb prend son envol alors que les membres terminent leurs études secondaires. En 1995, le groupe enregistre ses premières maquettes et commence à se produire à Montréal et les environs. En 1996, Subb lancent Two Ban' an' a Split, un album contenant six chansons de Subb et de Thirdfall (un autre groupe de Saint-Jean-sur-Richelieu). Paru sur Underworld Records, et tiré à seulement 1 000 exemplaires, ce split CD est la première parution officiel du groupe sur un disque et probablement le seul démo connu du groupe.
C'est en 1997 que Subb lance leur premier album studio, intitulé The Highstep to Hell. Enregistré au Studio Nicko, on peut noter la collaboration de quelques invités, dont entre autres Jonh de Thirdfall (désormais dans Twenty2). En 1998, Subb lance l'album Like Kids in a Field. Ce disque comprend une reprise de The Almighty Ten. Cet album sera le dernier du groupe à sortir sur l'étiquette Underworld Records, et se trouve par le fait même être le premier album de JF Lague en tant que batteur de la formation.

### Période Stomp Records (2000–2006)
En mars 2000, Subb revient avec un deuxième album studio, Until the Party Ends, qui est édité par l’étiquette montréalaise Stomp Records. L'album est enregistré entre octobre et décembre 1999. Il comprend la chanson All about Shane, dédiée à l'actrice porno du même nom. Le clip de All about Shane atteint d'ailleurs la huitième place du Top 20, et est classé, pendant six semaines d'affilée, dans le top 5 de MusiquePlus.
Il comprend aussi deux collaborations d'amis du groupe sur l'album : Yan (chanteur-guitariste du groupe Jaymie) chante quelques phrases sur la chanson Sitting Out Another Dance tandis que Dan (de Corruption 86) se prononce sur Me and My Maxwell House. La chanson Brad Nowell se veut un hommage à Bradley Nowell, chanteur-guitariste du groupe Sublime. La chanson contient quelques paroles empruntés aux chansons What I Got et Boss DJ de Nowell.
Après la sortie de l'album, le groupe tourne tout l'été au Canada. Au fil du temps, la popularité du groupe grandit et son statut en pleine ascension lui permet de partager la scène avec des artistes de renom, dont The Vandals, Less Than Jake, Strung Out, Planet Smashers, Bigwig et The Suicide Machines, tout en tournant en Europe. Subb jouera aussi au Vans Warped Tour de 1999 à 2008 (sauf 2005), se produisant ainsi au Canada et aux États-Unis devant des milliers de personnes. En 2000, ils y joueront avec Reset et Men O' Steel. En 2001, Subb relance l'album The Highstep to Hell sur l'étiquette Stomp Records. L'album, ré-intitulé The Ultimate Highstep to Hell, comprend les chansons contenu sur les albums The Highstep to Hell et Two Ban' an' a Split. Une chanson inédite, dont des maquettes sont retrouvées, et Misbehave, parait aussi sur l'album. En 2002, le groupe quitte le studio avec son troisième album, Daylight Saving. De nouveau publié sur l'étiquette Stomp Records, l'album n'obtiendra pas le succès escompté et plusieurs fans de longue dates seront déçu par les chansons à saveur plus commerciale. Ils sont par la suite annoncés au Vans Warped Tour le 16 août 2002. 
En 2003, Subb commence à travailler sur de nouvelles chansons pour finalement les enregistrer entre décembre 2005, et janvier 2006. Les chansons sont enregistrées dans trois studios différents, au Power Plant Studio de Québec, au Studio Momentim de Drummondville, et aux Studios Piccolo de Montréal. Ces chansons sont compilées dans l’album The Motions, qui paraît localement à la mi-avril. Avec cet opus, Subb réussit le défi de satisfaire les fans de longue date tout comme les plus nouveaux. Toujours mélodique, parfois ska ou punk rock, cet album a la particularité de viser un public très vaste, tout en satisfaisant les fans inconditionnels du groupe. La chanson Tattoo se veut une reprise originellement composée par Rancid. Le plus grand succès de l'album est la chanson éponyme, The Motions.

### To this Beatet pause (2007–2010)
L'album To this Beat est publié le 2 juin 2009, encore une fois sur l'étiquette Stomp Records. Recevant un accueil plus que favorable de la part des critiques, Subb opte pour un son beaucoup plus ska/reggae. Subb se permet donc un joli tour de piste à l'image de sa carrière sur To this Beat. On y retrouve un peu de punk agressif, quelques pointes plus accessibles et une solide dose de ska et de reggae. Collaborateur présent sur quelques titres, le chanteur Jah Cutta relève d'ailleurs ces passages plus chauds, déjà la grande force du groupe. Fort de ses expériences, Subb propose la même formule musicale à savoir distorsion, mélodies accrocheuses, influences jamaïcaines et gros fun sale. 
Cependant, après plusieurs spectacles afin d'en faire la promotion, le groupe décide de prendre une pause indéterminée en janvier 2010. Puis, en mai 2010, ils décident de mettre un terme à leur carrière musicale au sein du groupe, et seront en préparation d'une tournée d'adieu qui prendra place dès septembre 2010. Puis, le 5 octobre 2010, ils sortent la compilation de chansons inédites Zero to Zero, sur l'étiquette Stomp Records. Cette compilation digitale regroupe 14 chansons, dont plusieurs étant inédites ou rares ainsi que deux remixes. Le groupe donne son dernier spectacle en carrière au Métric de Saint-Jean-sur-Richelieu le samedi 20 novembre 2010.

## Membres

### Derniers membres
- Jean-François Quesnel (Jeff Rock) - voix
- Stéphane Gauthier (Steph) - basse, voix
- Martin Charron (Mart) - guitare, voix
- Mathieu Goyette (Mr Patate) - guitare, voix
- Jean-François Lague (J-F) - batterie

### Anciens membres
- Nicolas Poissant (Nick) - batterie (1995-1997)
- Jonathan Génier (Jonh) - batterie (1995)
- Jean-Pierre Paiement (Jeepy) - batterie (1994-1995)
- Christian Roy (Chris)  - batterie (1992-1994)
- Frédérick Gagné (Fred) - guitare, voix (1992-1994)

## Discographie
- 1996 : Two Ban' an' a Split (split CD avec Thirdfall. contient 6 chansons de Subb ; Underworld Records)
- 1997 : The Highstep to Hell (Underworld Records)
- 1998 :  Like Kids In a Field (Underworld Records)
- 2000 : Until The Party Ends (Stomp Records)
- 2001 : The Ultimate Highstep to Hell (réédition par Stomp Records de The Highstep to Hell et de Two Ban' an' a Split)
- 2002 : Daylight Saving (Stomp Records)
- 2006 : The Motions (Stomp Records)
- 2009 : To this Beat (Stomp Records)
- 2010 : Zero to Zero (Stomp Records)